# فلكي

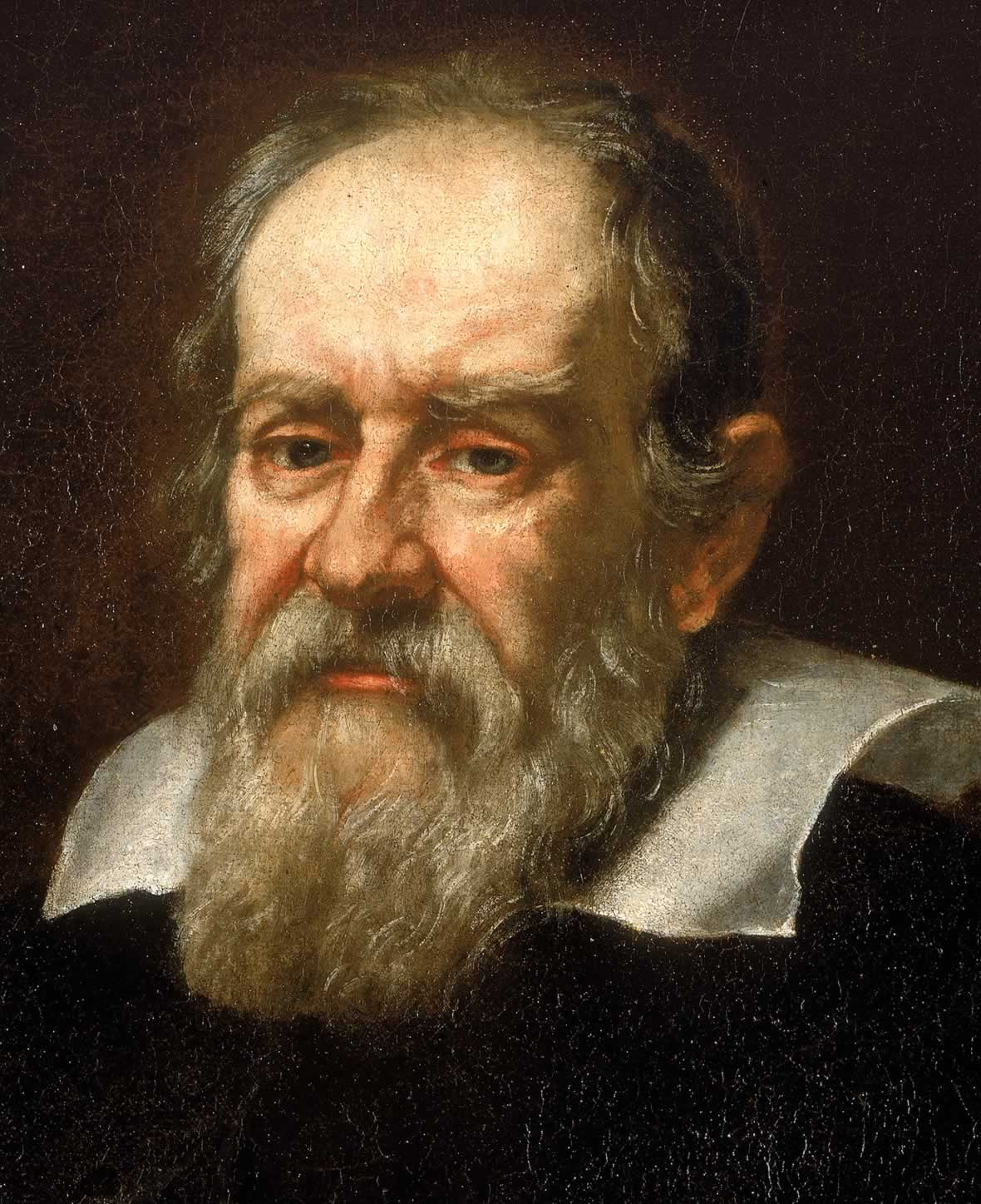
جاليليو جاليلي الذي يصنف بأنه مؤسس علم الفلك الحديث.

الفلكي أو عالم الفلك هو عالم يركز دراساته على سؤال أو مجال معين خارج نطاق الأرض. يرصد علماء الفلك الأجرام الفلكية مثل النجوم والكواكب والأقمار والمذنبات والمجرات - سواء في علم الفلك الرصدي (عن طريق تحليل البيانات) أو علم الفلك النظري. تشمل الموضوعات أو المجالات التي يدرسها علماء الفلك علم الكواكب وعلم الفلك الشمسي وأصل النجوم وتطورها وتشكل المجرات. هناك مواضيع ذات صلة ولكنها مختلفة مثل علم الكون الفيزيائي، الذي يدرس الكون ككل.

## الأنواع
بشكل عام، هناك نوعان رئيسيان من علماء الفلك: علماء الفلك الرصدي وعلماء الفلك النظري. يقوم علماء الفلك الرصدي برصد الأجرام السماوية بشكل مباشر ويحللون البيانات. في المقابل، يبني علماء الفلك النظري ويدرسون نماذج لأشياء لا يمكن رصدها. نظرًا لأن دورة حياة النجوم والمجرات تستمر لملايين إلى مليارات السنين، يجب على علماء الفلك رصد الأنظمة النجمية والمجرية المختلفة في مراحل فريدة من تطورها لتحديد كيفية تشكلها وتطورها وموتها. يستخدم علماء الفلك هذه البيانات لبناء نماذج أو عمليات محاكاة لوضع نظريات لتطور الأجرام السماوية المختلفة.
تشمل الفئات الفرعية الأخرى لعلم الفلك، ضمن النوعين الرئيسيين، علم الفلك الكوكبي وعلم الفلك المجري وعلم الكون الفيزيائي.

## نظرة تاريخية
تاريخيًا، كان علم الفلك أكثر اهتمامًا بتصنيف ووصف للظواهر في السماء، في حين حاول الفلكيون لتفسير هذه الظواهر والخلافات بينهما باستخدام القوانين الفيزيائية. في هذه الأيام معظم هذه الاختلافات قد اختفت، حيث أن العلماء الفلكيون أصبحوا على درجة عالية من العلم والاحتراف و عادة ما يكونون حاصلين على درجة الدكتوراه في الفيزياء أو علم الفلك ويتم توظيفهم من قبل مؤسسات الأبحاث أو الجامعات. عامة يقضي علماء الفلك معظم وقتهم في العمل على الأبحاث، وعلى الرغم من أنهم في كثير من الأحيان تكون لديهم وظائف وواجبات أخرى مثل التدريس، وبناء المركبات الفضائية، أو المساعدة في تشغيل المراصد. عدد الفلكيين المحترفين في الولايات المتحدة هو في الواقع صغير جداً.الجمعية الفلكية الأمريكية، وهي المنظمة الرئيسية التي نضم الفلكيين المحترفين في أمريكا الشمالية، يبلغ عدد أعضائها ما يقارب 7700 عضواً. ويتضمن هذا العدد علماء من مجالات أخرى مثل الفيزياء والجيولوجيا، والهندسة ، والاهتمامات البحثية التي ترتبط ارتباطاً وثيقاً بعلم الفلك. والاتحاد الفلكي الدولي يضم ما يقرب من 9259 عضواً من 89 بلداً مختلفاً يشاركون في البحوث الفلكية في مستوى درجة الدكتوراه وما وراءها.
على عكس الصورة الكلاسيكية لعلماء الفلك القدماء الذين يحدقون عبر تلسكوباتهم خلال ساعات الليل المظلمة، من الشائع استخدام كاميرات أجهزة اقتران الشحنة (سي سي دي) لالتقاط الضوء لفترات طويلة، ما يسمح بالالتقاط صور أكثر دقة. قبل أجهزة سي سي دي، كانت اللوحات الفوتوغرافية طريقة شائعة للرصد الفلكي. يقضي علماء الفلك الحديثون وقتًا قليلًا نسبيًا في استخدام التلسكوبات، عادةً بضعة أسابيع فقط في السنة. يقضي علماء الفلك معظم وقتهم في تحليل الظواهر المرصودة، مع التنبؤ بأسبابها.
يقضي علماء الفلك الذين يعملون في الجامعات الكثير من الوقت في تدريس طلاب مرحلة البكالوريوس وطلاب الدراسات العليا. لدى معظم الجامعات أيضًا برامج تعليمية تتيح للعامة استخدام التلسكوبات وأحيانًا قباب سماوية لتشجيع الاهتمام في هذا المجال.
عادة ما يكون لدى من يصبح عالم فلك خلفية واسعة في الرياضيات والعلوم والحوسبة في المدرسة الثانوية. كما من المهم أيضًا أخذ دورات تعلم طريقة البحث وكتابة وتقديم الأبحاث العلمية. يحصل معظم علماء الفلك في الجامعات على درجة الدكتوراه في علم الفلك أو الفيزياء.

## علماء الفلك الهواة
على الرغم من وجود عدد قليل نسبيًا من علماء الفلك المحترفين، إلا أن هذا المجال يحظى بشعبية كبيرة بين الهواة. يوجد في معظم المدن نوادي لهواة علم الفلك تقيم اجتماعات بشكل منتظم وعادةً ما تقيم نشاطات لرصد الظواهر الفلكية. تُعتبر الجمعية الفلكية في منطقة المحيط الهادئ أكبر جمعية فلكية عامة في العالم، إذ تضم كلًا من علماء الفلك المحترفين والهواة بالإضافة إلى معلمين من 70 دولة مختلفة. مثل أي هواية، قد يخصص معظم الأشخاص الذين يعتبرون أنفسهم علماء فلك هواة بضع ساعات في الشهر لمراقبة النجوم وقراءة أحدث التطورات البحثية في علم الفلك. مع ذلك، يتراوح علماء الفلك الهواة من علماء الفلك المبتدئين إلى الطموحين للغاية، الذين يمتلكون تلسكوبات وأدوات علمية تمكنهم من تحقيق اكتشافاتهم الخاصة ومساعدة علماء الفلك المحترفين في البحث.